# ديفيد نيل
ديفيد نيل (بالإنجليزية: David Nail)‏ هو مغني ومغن مؤلف أمريكي، ولد في 18 مايو 1979 في كينيت في الولايات المتحدة.

## وصلات خارجية
- الموقع الرسمي
- ديفيد نيل على موقع IMDb (الإنجليزية)
- ديفيد نيل على موقع ميوزك برينز (الإنجليزية)
- ديفيد نيل على موقع ميوزك برينز (الإنجليزية)
- ديفيد نيل على موقع أول ميوزيك (الإنجليزية)
- ديفيد نيل على موقع ديسكوغز (الإنجليزية)